# Parafia św. Antoniego z Padwy w Nowej Wsi
Parafia świętego Antoniego z Padwy w Nowej Wsi – parafia rzymskokatolicka, znajdująca się w diecezji sosnowieckiej, w XIII – św. Jakuba Apostoła w Sączowie.
Parafia została erygowana 25 maja 1985 roku przez bp. Stanisława Nowaka. Nowo wybudowana świątynia została konsekrowana 13 czerwca 1993 roku przez bp. Adama Śmigielskiego SDB.

## Zasięg parafii
Do parafii należą wierni z miejscowości: Dalekówka, Najdziszów, Nowa Wieś, Osiedle Mierzęcice i cz. Zawady.